# Leyland DAF 200-400
Die Austin Rover Group mit der Nutzfahrzeugsparte Freight Rover wurde 1987 durch die Privatisierungen der britischen Regierung unter Margaret Thatcher aufgespalten. Die Lkw und Kleinlieferwagen von Freight-Rover wurden in das zusammen mit DAF gegründete Unternehmen Leyland DAF eingebracht und so wurde der Freight Rover 200-300 ab 1989 zum Leyland DAF 200-400 im Commonwealth of Nations bzw. DAF 200-400 in Kontinentaleuropa.

## Leyland DAF und DAF 200-400 Serie 1989–1997
Wurde der Freight Rover 200-300 nach der Gründung von Leyland DAF vorerst weitergebaut, erhielt die Baureihe 1989 eine neue Kühlermaske mit dem Leyland-DAF- bzw. DAF-Abzeichen. Ein PSA XUD-1,9 Liter-Dieselmotor ersetzte den MDI-Motor und der 300 wurde zum 400. Optional war nun Luftfederung erhältlich.
1993 ging Leyland DAF in Konkurs. Aus der Konkursmasse entstand neben Leyland Trucks Ltd. die neugegründete LDV Ltd., welche die 200-400 Serie bis 1997 weiter baute. 1997 wurde die Modellreihe modernisiert und durch den LDV Pilot und LDV Convoy ersetzt.

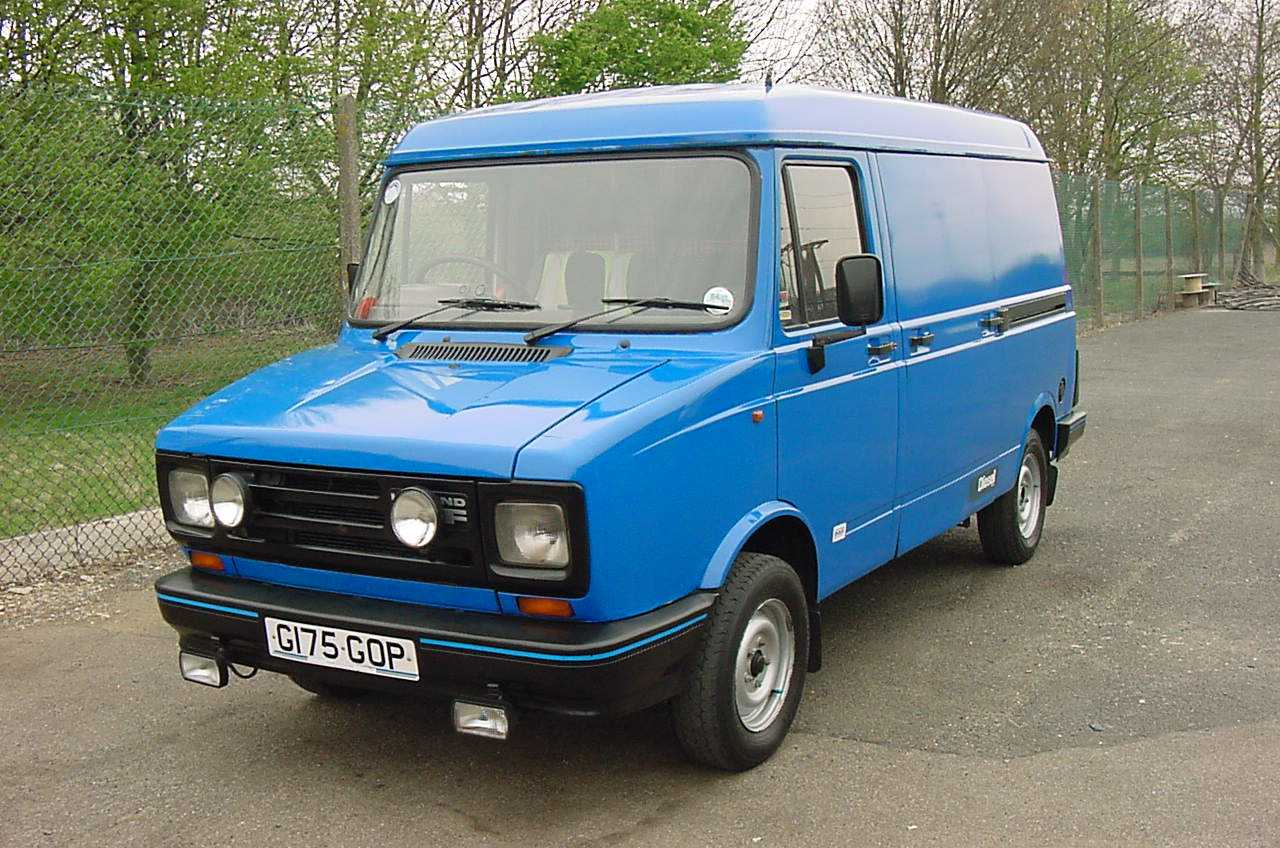
Leyland DAF 200 Kasten
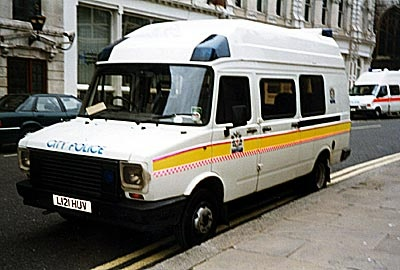
Leyland DAF 400 Kasten
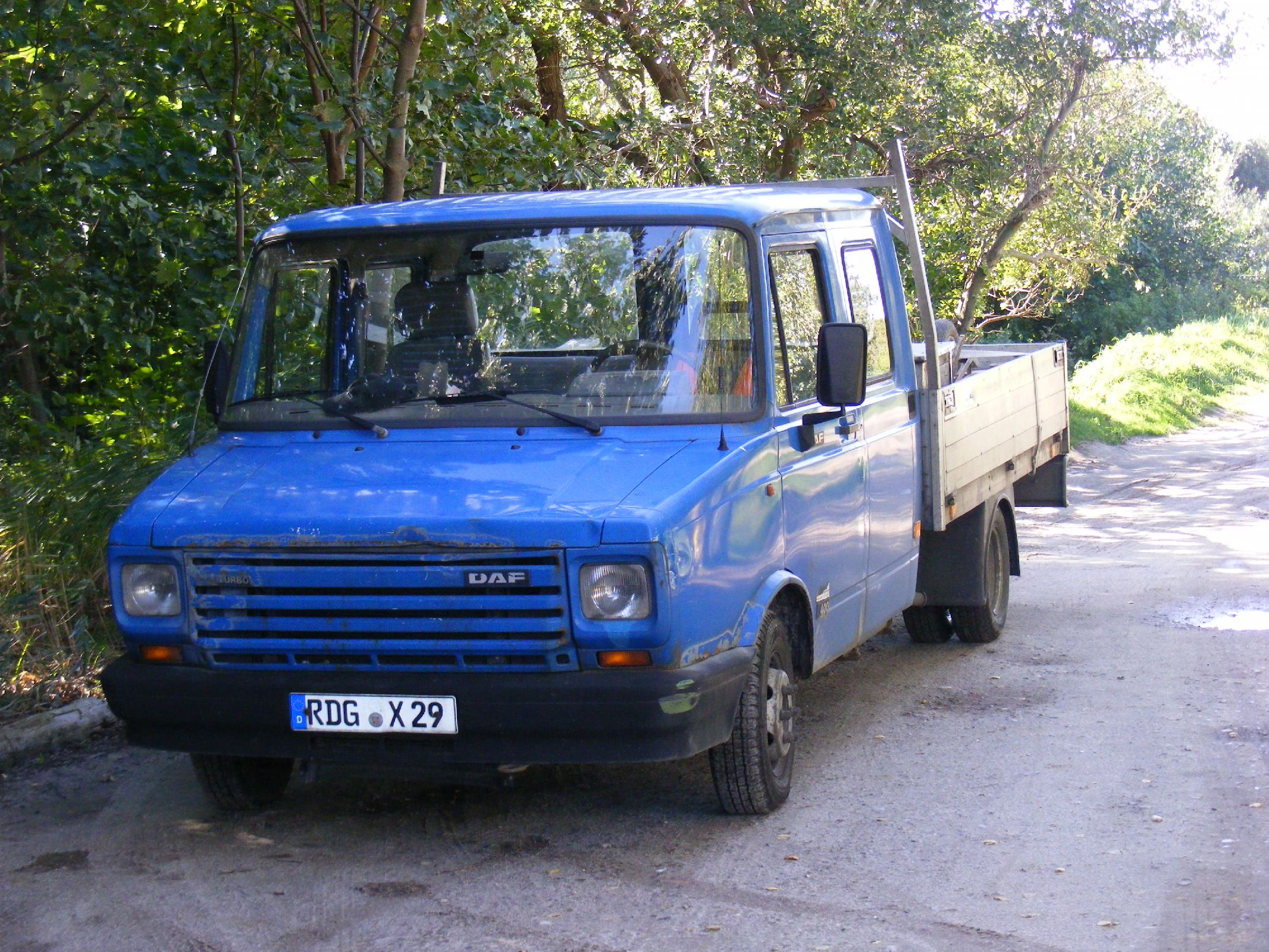
DAF 400 Pritsche